# Veganismus

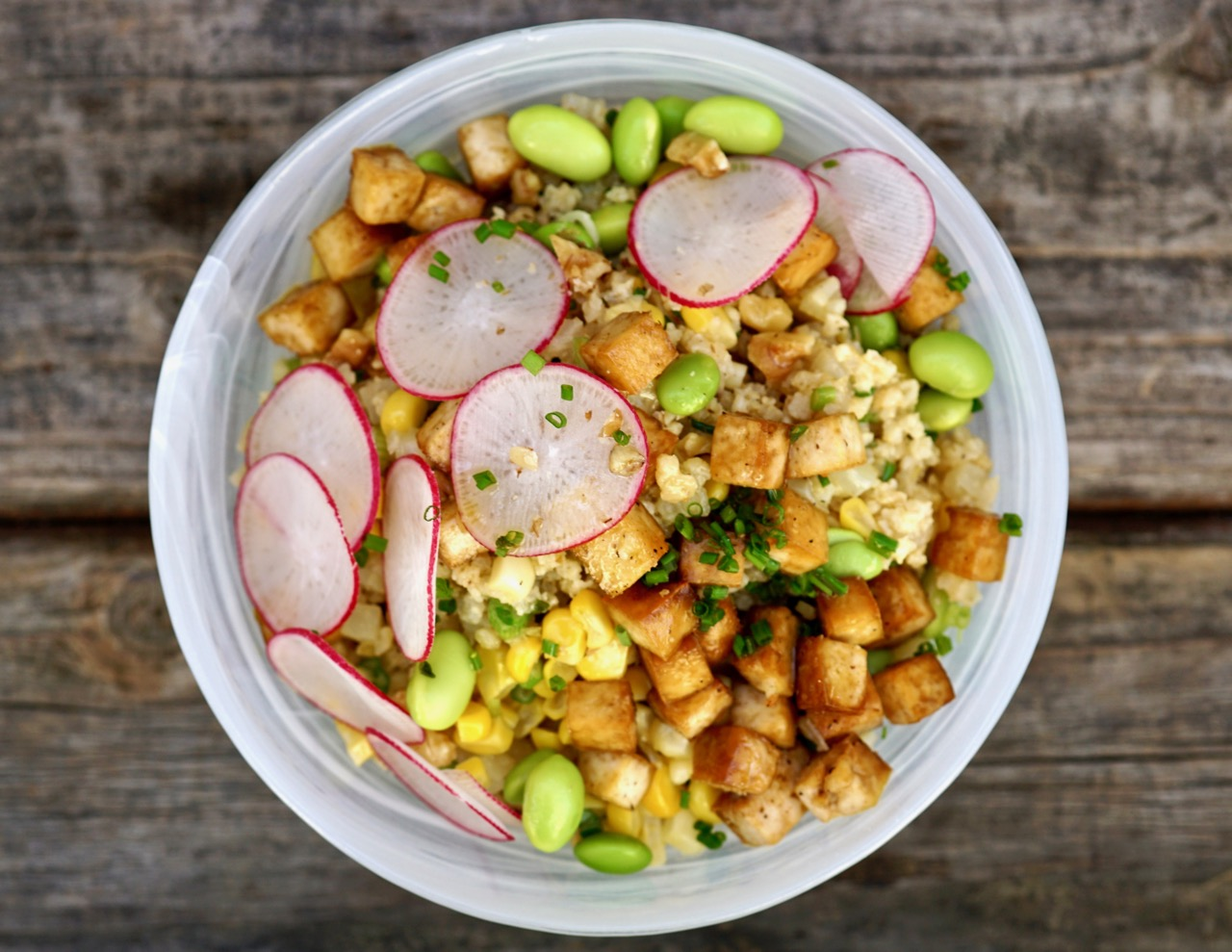
Lebensmittel ohne Tierprodukte wie diese Bowl mit Grünkern und knusprig frittiertem Tofu spielen eine zentrale Rolle im Veganismus

Veganismus ist eine aus dem Vegetarismus hervorgegangene Ernährungs- und Lebensweise. Veganer verzichten auf alle Nahrungsmittel tierischen Ursprungs. Einige meiden darüber hinaus auch andere Tierprodukte (z. B. Leder) und lehnen weitere Formen der Nutzung von Tieren ab (z. B. Tierversuche). Der Veganismus stützt sich auf Argumente aus den Bereichen Tierethik, Umweltschutz, Welthunger, Gesundheit und Religion.

## Begriff
In der Brockhaus Enzyklopädie Ausgabe 1902/03 wird definiert, dass Vegetarier milderer Ausprägung Vegetabilien (pflanzliche Lebensmittel), Milch, Butter, Käse, Eier gestatten und nur Fleisch von der Nahrung ausschließen. Bei strengerer Einhaltung der Grundsätze werden gemäß dieser Definition nur Vegetabilien verzehrt. Dies wird heute als streng vegetarische bzw. vegane Kost bezeichnet.
Donald Watson prägte 1944 aus dem Anfang und dem Ende von veg-etari-an die Wortneuschöpfung vegan, weil „Veganismus mit Vegetarismus beginnt und ihn zu seinem logischen Ende führt“.
1951 publizierte die Vegan Society ihre erste Definition von Veganismus als „Leitsatz, dass der Mensch ohne Ausbeutung von Tieren leben soll“.
1962 erwähnt das Oxford Illustrated Dictionary den Begriff vegan erstmals und erläutert ihn als „Vegetarier, der keine Butter, Eier, Käse oder Milch isst“.
Die Vegan Society definiert Veganismus seit 1988 folgendermaßen:

„Veganismus ist eine Philosophie und Lebensweise, die – so weit wie möglich und praktisch durchführbar – alle Formen der Ausbeutung und Grausamkeiten an Tieren für Essen, Kleidung oder andere Zwecke zu vermeiden sucht und darüber hinaus die Entwicklung und Nutzung tierfreier Alternativen zum Vorteil von Tieren, Menschen und Umwelt fördert. In der Ernährung bedeutet dies den Verzicht auf alle ganz oder zu Teilen vom Tier gewonnenen Produkte.“

1995 erweitert die 9. Auflage des Concise Oxford Dictionary dessen Definition wesentlich. Veganer ist demnach „eine Person, die keine tierischen Produkte isst oder verwendet“.
Mit Stand 2020 beschreibt das Merriam-Webster’s Collegiate Dictionary den Veganer sowohl als einen „strengen Vegetarier“, der keine Lebensmittel tierischen Ursprungs konsumiert, als auch als jemanden, der auf die Nutzung tierischer Produkte insgesamt verzichtet.

## Geschichte

### Ursprünge bis 1945

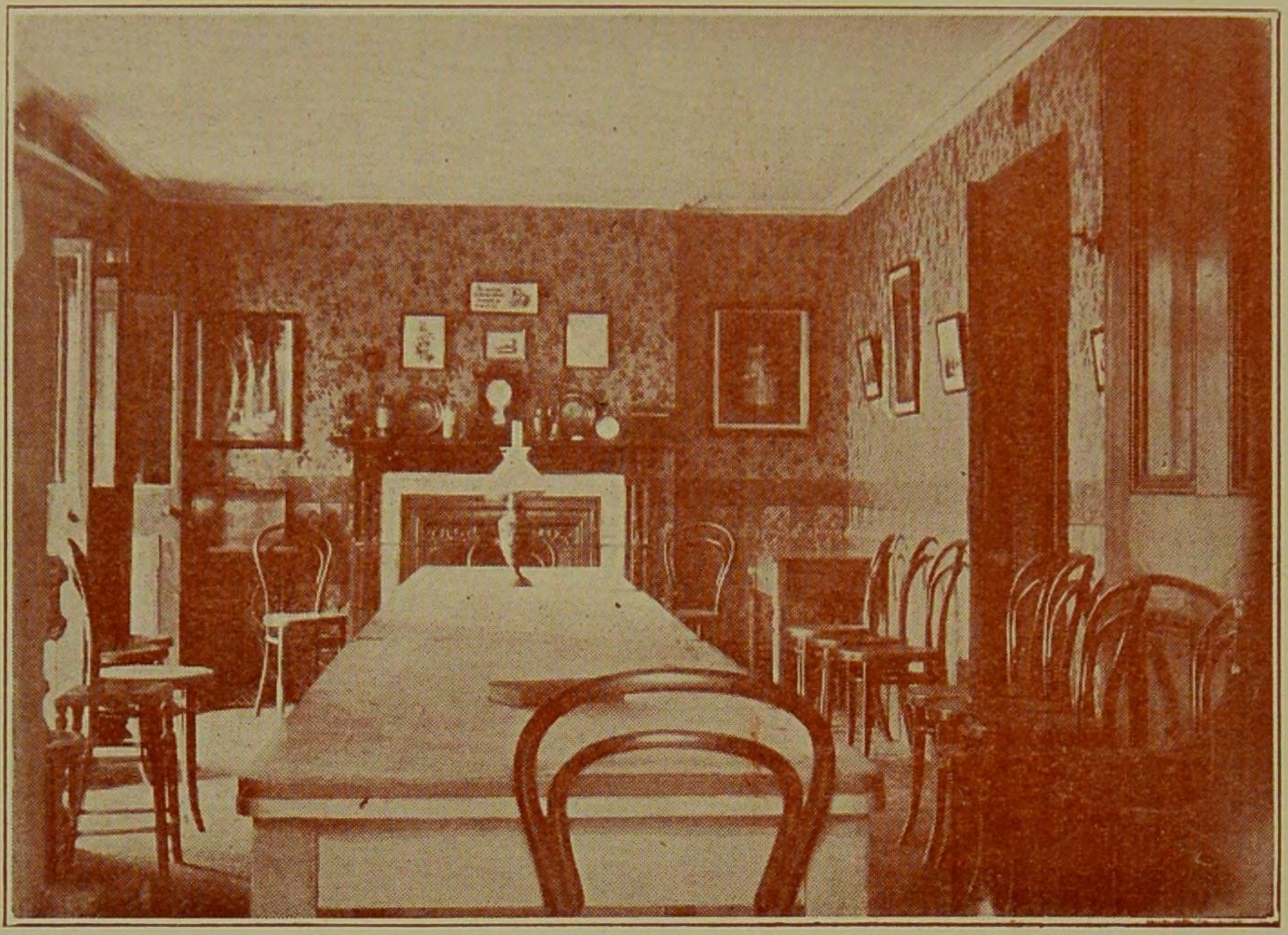
Innenansicht der Northwood Villa, in welcher die Vegetarian Society 1847 gegründet wurde

Der Veganismus ist aus dem Vegetarismus hervorgegangen und teilt daher die Geschichte des Vegetarismus. Allgemein war der organisierte Vegetarismus in seinen Anfangsjahren von christlich-asketischem bis hin zu christlich-fundamentalistischem Denken geprägt, das sich oft mit Ideen einer moralisch-enthaltsamen Lebensführung verband. Einer der bekanntesten Kämpfer für den Vegetarismus war in den USA des 19. Jahrhunderts der Prediger Sylvester Graham (1794–1851). Er nutzte seine rhetorischen Fähigkeiten, um Vegetarismus als Gesundheitsmaßnahme zu bewerben. Grahams unermüdlicher Aktivismus zog eine „Grahamiten“ genannte Anhängerschaft an und beeinflusste Gesundheitsreformer wie den Arzt William A. Alcott (1798–1859). Im Unterschied zu Graham warb Alcott bereits für eine tierproduktfreie Ernährungsweise. Graham, Alcott und andere Gesundheitsreformer begründeten den Vegetarismus mit religiösen, wissenschaftlichen, philosophischen und politischen Motiven.
Alcott war Inspiration und namensgebend für die sich um diese Zeit in Großbritannien formierende Alcott House Academy in der Nähe von London. Die utopisch-spirituelle Gemeinschaft bestellte einen Obst- und Gemüsegarten, buk Vollkornbrot und ernährte sich überwiegend von rein pflanzlicher Rohkost. Zusammen mit Bibelchristen gründeten ihre Mitglieder 1847 in Manchester die Vegetarian Society. Ab 1847 erschien in Manchester die Zeitschrift The Vegetarian Messenger, in der sich Vegetarier über aktuelle Themen austauschten. Bereits zu Beginn des 20. Jahrhunderts gab es darin Diskussionen über die Verwendung von Milch und Eiern zur vegetarischen Ernährung. Diese Diskussionen setzten sich über Jahrzehnte fort.

Henri Oedenkoven und Ida Hofmann (1903)

Manche Anhänger der von Deutschland und der Schweiz ausgehenden Lebensreformbewegung aßen kein Fleisch, nur wenige mieden weitere tierische Produkte, zum Beispiel die Gruppe um Ida Hofmann (1864–1926) und Henri Oedenkoven (1875–1935), die auf dem Monte Verità eine Heilanstalt betrieb, in der ab Herbst 1902 außer auf Fleisch auch auf Milchprodukte, Eier und wollene Kleider verzichtet wurde.
1942 wandte sich Donald Watson (1910–2005) mit der Bitte an die Herausgeber von The Vegetarian Messenger, eine Kolumne für all diejenigen Mitglieder einzurichten, die auf Eier und Milchprodukte verzichteten. Als ihm das auch nach längeren Diskussionen immer noch verwehrt wurde, gründete er 1944 in Birmingham die Vegan Society. In ihrem Manifest von November 1944 setzte sich die Vegan Society zwei Ziele, erstens „dafür einzutreten, dass die Nahrung des Menschen aus Früchten, Nüssen, Gemüse, Getreide und anderen gesunden, nichttierischen Produkten besteht und dass Fleisch, Fisch, Geflügel, Eier, Honig, Tiermilch, Butter und Käse ausgeschlossen werden“, zweitens „die Herstellung und Verwendung von Alternativen zu tierischen Rohstoffen zu fördern“. Donald Watson ging es nicht darum, ein religiös anmutendes Gebot der „Reinheit“ aufzustellen, sondern um einen pragmatischen Ansatz, Leid zu minimieren: Veganismus ist für ihn und andere Veganer kein Selbstzweck.

### Entwicklung 1945 bis 2000
1960 gründete H. Jay Dinshah (1933–2000) die American Vegan Society (AVS), nachdem er 1957 eine Schlachthausbesichtigung mitgemacht hatte und von da an vegan lebte. Dinshah machte als zentralen Gedanken des Veganismus das der indischen Tradition entstammende Prinzip des Ahimsa, also der Gewaltlosigkeit, geltend.
Die AVS initialisierte die Gründung der Dachorganisation North American Vegetarian Society, die 1975 den 23. World Vegetarian Congress in Orono, Maine durchführte. Viele der später maßgebenden Vertreter des Veganismus und des Vegetarismus kamen auf diesem ersten großen Vegetarismus-Event der USA zusammen. Landesweit berichteten die führenden Fernsehsender und Tageszeitungen darüber.
Ab den 1970er Jahren wurde das Eintreten für eine stärker pflanzenbasierte Ernährung auch mit dem Kampf gegen den Hunger in Entwicklungsländern sowie mit den Umweltbelastungen der Tierproduktion begründet.
In den 1960er und 1970er Jahren wurde angenommen, dass eine Bevölkerung, die sich vegetarisch ernährt, ein höheres Risiko hat, einen Nährstoffmangel zu entwickeln, als eine Bevölkerung, die sich an eine fleischbasierte Ernährung hält. Diese Einschätzung basierte auf der langjährigen Beobachtung, dass in armen Ländern mit weit verbreiteter Unterernährung die Ernährung hauptsächlich aus pflanzlichen Lebensmitteln bestand. Die Tatsache, dass die Medien auf Vegetarier mit gesundheitlichen Problemen aufmerksam machten und dass einige Kinder in westlichen Ländern, die vegane oder makrobiotische Diäten konsumierten, tatsächlich unterernährt waren, förderte den Glauben und das weit verbreitete Vorurteil über die Unzulänglichkeit vegetarischer Ernährungsweisen. In den 1980er und 1990er Jahren dokumentierten dann zahlreiche epidemiologische Ernährungsstudien die Vorteile vegetarischer und anderer pflanzlicher Ernährungsweisen. In diesen Studien wurden für Vegetarier eine Verringerung des Risikos für Adipositas, ischämische Herzerkrankungen, Diabetes mellitus und bestimmte Krebsarten sowie der Gesamtmortalität gefunden, zugleich eine Erhöhung der Lebenserwartung. Die wichtigsten westlichen Kohortenstudien, die im Allgemeinen Gesundheitsvorteile für Vegetarier belegen, sind die Adventist Health Studies und mehrere britische Studien, zuletzt die Oxford EPIC Study.
Mitte der 1970er Jahre erfuhr der Tierschutzgedanke eine historische Wende, denn zu diesem Zeitpunkt entwickelte sich eine Debatte über den Status von Tieren im Vergleich zum Menschen. Vertreter der Tierrechts-Bewegung mit ihrer rational-argumentativen Grundlage fordern in der Regel einen kompromisslosen, ethisch begründeten Veganismus. Den Beginn markierte das Buch Animal Liberation (1975) von Peter Singer. Es illustriert zugleich Programm und Ziel der gesamten Tierrechtsbewegung. Neben Peter Singer war Tom Regan einer der prominentesten Vertreter dieser Bewegung. Sein bekanntestes Werk erschien 1983 unter dem Titel The Case for Animal Rights. Singer und Regan stehen jeweils für ein bestimmtes philosophisches Konzept im Rahmen der Tierrechtsbewegung.
1985 formierte sich in den USA unter dem Namen Physicians Committee for Responsible Medicine (PCRM) eine Organisation, die für vegane Ernährung wirbt und Tierversuche bekämpft. Zu den öffentlich bekannten Mitgliedern gehören unter anderem Neal D. Barnard, Dean Ornish, Caldwell Esselstyn, John A. McDougall, Michael Greger und T. Colin Campbell. Als Anhänger einer Lebensstilmedizin empfehlen sie zur Prävention und Therapie verschiedener Erkrankungen die Ernährungsumstellung auf eine fettarme, vegane Vollwertkost (low-fat, whole foods, plant-based diet).
Innerhalb der Straight-Edge-Musikszene, die für den Verzicht auf Drogen, Tabak und Alkohol eintrat, gab es in den 1990er Jahren die Richtung Vegan Straight Edge, der zusätzlich die Tierrechte ein wichtiges Anliegen waren.
Der Weltvegantag ist ein internationaler Aktionstag, der seit 1994 jedes Jahr am 1. November stattfindet.

### Aktuell seit 2000

Melanie Joy 2015

2001 prägte die Sozialpsychologin Melanie Joy den in Kreisen des veganen Aktivismus einflussreichen Begriff des Karnismus, der den Konsum von Fleisch, Milch und Eiern als unhinterfragtes Glaubenssystem begrifflich zu fassen versucht. Der Karnismus als Ideologie hält den Konsum tierischer Produkte für natürlich, normal und notwendig, Punkte, die Joy wiederum bestreitet.
1999 wurde die Vegane Gesellschaft Österreich, 2010 die Vegane Gesellschaft Deutschland und 2011 die Vegane Gesellschaft Schweiz gegründet. Damit sich auch die Veganer angesprochen fühlen, änderte die Schweizerische Vereinigung für Vegetarismus (SVV) ihren Namen 2014 in Swissveg. Die Position des Vegetarierbunds Deutschland (VEBU) verschob sich immer mehr in Richtung Veganismus. Seit 2017 heißt er ProVeg Deutschland und ist der Dachorganisation ProVeg International angeschlossen.
Der Bachelor-Studiengang Vegan Food Management vermittelt seit 2016 die für vegane Ernährung relevanten Grundlagen im Bereich Ernährungswissenschaften und Food Chain Management.
In den 2010er Jahren interessierte sich in Deutschland zunehmend auch die breite Öffentlichkeit für das Trendthema Veganismus. 2022 zählte das Bundeszentrum für Ernährung „Vegane und pflanzenbasierte Ernährung“ zu den 10 wichtigsten Ernährungstrends. Damit belegt das Thema nach „Klimafreundliche & nachhaltige Ernährung“ den 2. Platz in den Augen der befragten Ernährungsexperten.
Populär ist das Thema auch auf der Social-Media-Plattform YouTube. Dabei sind die dort verbreiteten veganen Ernährungsempfehlungen und -tagebücher jedoch meist nicht wissenschaftlich fundiert.

## Verbreitung

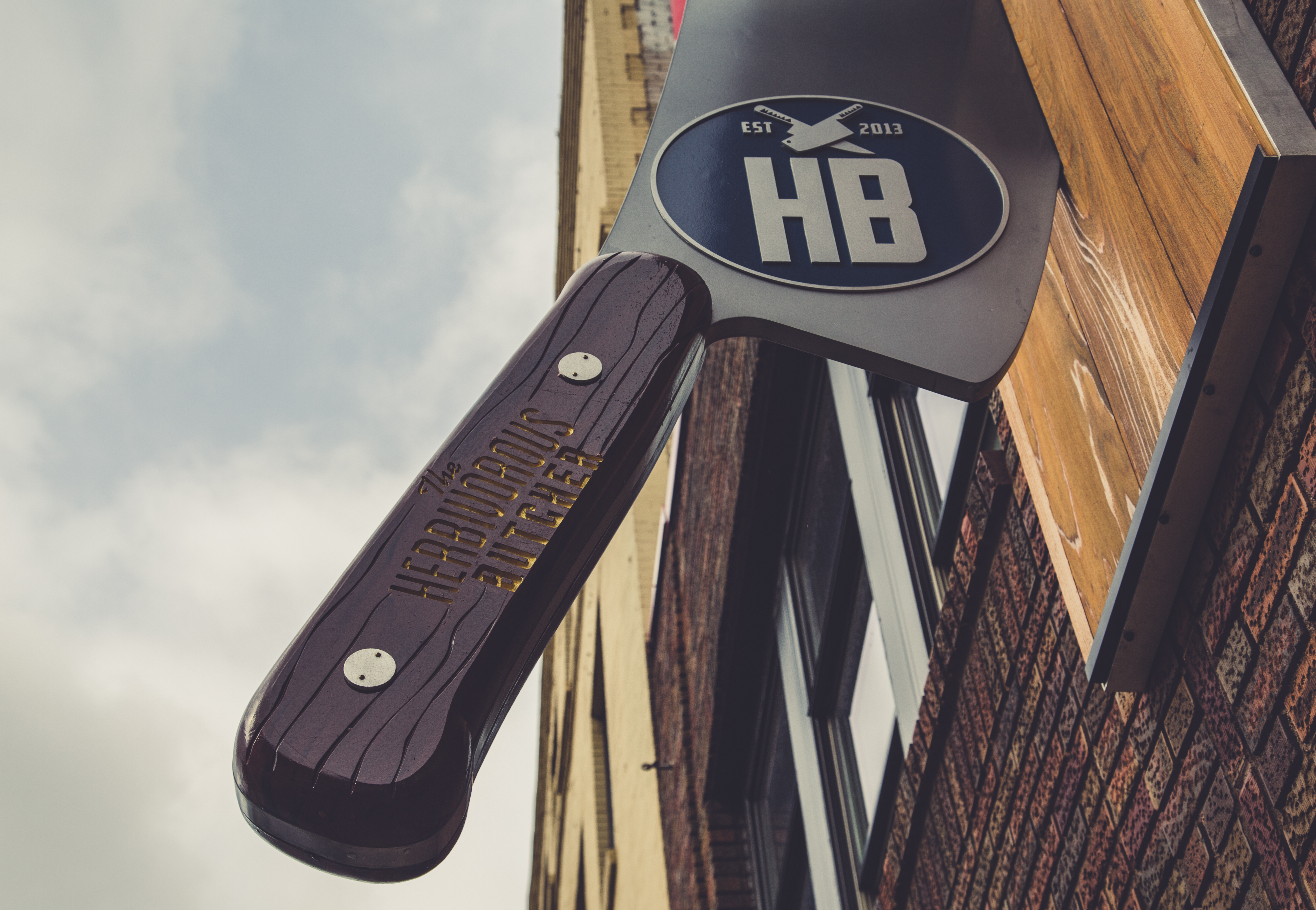
Ein veganer Metzgerladen in den USA, der vegane fleisch- und käseähnliche Produkte vertreibt

Deutschland
2020 lebten in Deutschland ca. 1,1 Millionen Menschen über 14 Jahre, die weitgehend auf tierische Produkte verzichten oder sich als Veganer bezeichnen.
 Der Ernährungsreport des Bundesministeriums für Ernährung und Landwirtschaft gibt an, dass sich 2020 etwa 1 % der Deutschen vegan ernährten, im Jahr 2021 waren es 2 %. 2023 sieht eine Forsa-Umfrage die Zahl der Veganer bei 3 %.
Österreich
2018 lebten in Österreich etwa 80.000 Menschen über 16 Jahren vegan. Für 2023 wird die Zahl der vegan lebenden Österreicher von ProVeg mit 5 % angegeben.
Schweiz und Liechtenstein
2021 lebten laut „Mach“-Studie in der Schweiz und Liechtenstein zusammen genommen 38.000 Veganer, was 0,6 % der Bevölkerung entspricht. Im Vorjahr waren es 0,3 %.
Israel
Israel gilt als das Land mit dem höchsten Veganer-Anteil von 5 %. Omri Paz, Leiter der NGO Vegan Friendly, bezeichnet die Youtube-Vorträge des US-amerikanischen Tierrechtssaktivisten und Dozenten Gary Yourofsky als einen Grund dafür.
Vereinigtes Königreich
2016 lebten nach Aussagen der Vegan Society mindestens 542.000 Briten vegan. 2021 betrug der Anteil an der Gesamtbevölkerung laut YouGov rund 3 %.
Vereinigte Staaten
Laut einer Gallup-Telefonumfrage unter 1.033 Erwachsenen ab 18 Jahren ernähren sich 3 % der Amerikaner 2018 vegan.

## Beweggründe

### Ethik und Tierrechte

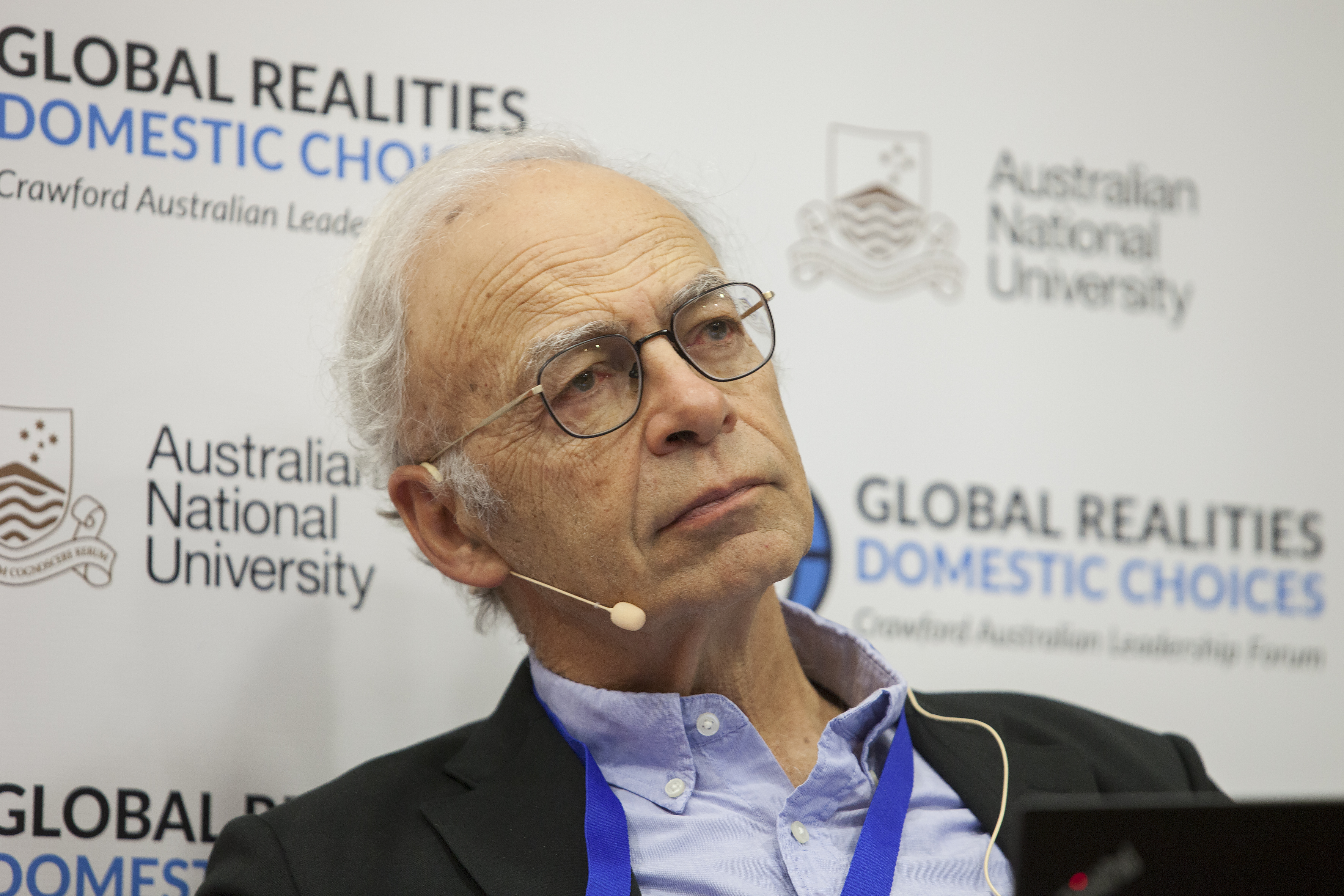
Peter Singer 2017

Tierethische Überlegungen sind heute ein fester Bestandteil der philosophischen Debatte zum Veganismus. Klassischerweise wird Peter Singers Buch Animal Liberation. Die Befreiung der Tiere aus dem Jahr 1975 als eine Zäsur gesehen, nach der die Diskussion um den Veganismus eine neue Qualität gewann. Singer argumentiert dort, es gebe keine moralische Rechtfertigung, das Leid eines Wesens, gleich welcher Natur es sei, nicht in Betracht zu ziehen. Spezielle „nichtmenschliche Tiere“ von diesem Gleichheitsprinzip auszuschließen sei so willkürlich, wie Menschen anderer Hautfarbe, Kultur, Religion oder Geschlecht auszunehmen.
Mittlerweile existieren diverse weitere Argumentationen, die mitunter einen von Singer grundverschiedenen Ansatz wählen. Die Veröffentlichungen bzw. Auseinandersetzungen zu Tierrechten bzw. Tierethik sind nach wie vor in hohem Maße kontrovers.
Einige Veganer verweisen auf die geistigen Fähigkeiten mancher Tierarten, die mit nicht unerheblicher Intelligenz und Leidensfähigkeit ausgestattet sind und ein komplexes Sozialverhalten zeigen.
Ein pathozentrischer Ansatz, nach dem alle empfindungsfähigen Wesen ethische Berücksichtigung verdienen, wird hauptsächlich von Tierschützern vertreten. Ein weiteres ethisches Motiv bildet das Bestreben, vermeidbares Leid, das mit der Tierhaltung verbunden ist, durch Verzicht auf deren Produkte zu vermeiden.
Der Philosoph Tom Regan schreibt gewissen Tieren aufgrund ihres Bewusstseins einen inhärenten Wert als Subjekte eines Lebens zu.
Martin Balluch argumentiert für eine naturwissenschaftliche Kontinuität von Bewusstsein. Ausgehend von einer Kritik am Ansatz Singers fordert er gewisse Grundrechte, deren zugrunde liegenden Interessen Voraussetzung für alle weitergehenden Interessen seien.
Gemeinsam ist den meisten Argumentationen ein naturalistisches Moment, das aus gewissen, für einen Rechtsbegriff als relevant betrachteten, homologen (d. h. evolutionär kontinuierlichen) Eigenschaften eine Widerspiegelung im Moral- beziehungsweise Rechtsverständnis fordert. Oft konstituieren Tierrechtsargumente so auch gleichzeitig eine moralphilosophische Herleitung für Menschenrechte. Aufgrund der angeblichen naturwissenschaftlichen Unschärfe des Artbegriffs auf der Subjektebene könne allein aufgrund der Zugehörigkeit zu einer Art niemandem ein subjektives Recht zugeschrieben oder aberkannt werden. Der Begriff Speziesismus versucht diese Schlussfolgerung in eine Analogie zu anderen Formen der Diskriminierung zu stellen und zu kritisieren. Dem wird die auf Aristoteles zurückgehende philosophische Tradition entgegengehalten, dass der Mensch über den Tieren stehe.

### Umweltverträglichkeit
2019 konnte eine groß angelegte wissenschaftliche Studie zeigen, dass eine vegane Ernährung die durch Lebensmittel verursachten Treibhausgase um durchschnittlich 50 bis 73 % reduziert, den landwirtschaftlichen Flächenverbrauch um 76 %, die Bodenversauerung um 50 % und Eutrophierung um 50 %. Würden alle Menschen auf Fleisch und Milchprodukte verzichten und so das derzeit für Tierprodukte genutzte Land frei werden, entspräche das der zusammengenommenen Fläche der USA, der EU, Chinas und Australiens. Durch Renaturieren dieser Fläche könnten jährlich 8 Milliarden Tonnen CO2 aus der Atmosphäre eingelagert werden.
Eine ähnliche Studie aus dem Jahr 2022 stellt fest, dass ein Wandel hin zu einer pflanzlichen Ernährung durch Emissionseinsparungen und frei werdende Fläche eine doppelte „Klima-Dividende“ brächte. So könnte das Land, das durch die Reduzierung des Konsums von Fleisch- und Milchprodukten sowie Eiern frei wird, die 81-fache Menge der jährlichen Treibhausgasemissionen der gesamten Agrarproduktion für reiche Länder speichern. Die Autoren weisen allerdings darauf hin, dass hierfür kein „Purismus“ nötig ist, sondern in den reichen Ländern bereits eine Halbierung des Konsums an tierischen Produkten einen großen Effekt haben kann.
Laut eines Berichts des Umweltprogramms der Vereinten Nationen (UNEP) aus dem Jahre 2010 über die Umweltfolgen von Konsum und Produktion hat die Nahrungsmittelproduktion den größten Einfluss auf die Landnutzung. Die landwirtschaftliche Produktion von Biomasse, insbesondere die von tierischen Produkten, ist verglichen mit den meisten industriellen Prozessen ein ineffizienter Transformationsprozess. Tierische Produkte wie Fleisch und Milch erfordern im Allgemeinen mehr Ressourcen und verursachen höhere Emissionen als pflanzenbasierte Alternativen. Der UNEP-Bericht erwartet, dass sich die Auswirkungen der Landwirtschaft auf die Umwelt wegen des Bevölkerungswachstums und der damit verbundenen Steigerung des Konsums von Tierprodukten in Zukunft noch erhöhen werden. Eine substanzielle Verringerung der Folgen der Umweltschädigung ist nur mit einer weltweiten Umstellung der Ernährung möglich, weg von tierischen Produkten.
Laut der Landwirtschafts- und Welternährungsorganisation FAO trägt die Viehhaltung mit rund 18 % Anteil zum menschlich verursachten Treibhauseffekt bei, wofür in erster Linie Verdauungsprodukte verantwortlich sind (Exkremente sowie bei Wiederkäuern Methan). Dabei ist die extensive Tierhaltung Ursache für rund 12 % der weltweiten Entwaldung.
Veganer und vegane Organisationen weisen darauf hin, dass bei einer veganen Ernährung die Umwelt weniger mit Schadstoffen belastet werde und weniger Ressourcen (Wasser, Land, Luft, Energie, Naturfläche) benötigt würden als bei einer Ernährung mit Fleisch- und Milchprodukten. Im Vergleich zur Standardernährung in Deutschland (auf Basis der Nationalen Verzehrsstudie II des Max Rubner-Instituts) können mit einer veganen Ernährung im Durchschnitt rund 1,1 Tonnen Treibhausgasemissionen pro Person und Jahr eingespart werden. Hochgerechnet auf die gesamte Bevölkerung ließen sich mit einer veganen Ernährung somit 77 Millionen Tonnen Treibhausgasemissionen pro Jahr einsparen. Hierbei müssten jedoch die größten Veränderungen von Männern ausgehen (minus 46 Millionen Tonnen). Frauen würden durch eine im Durchschnitt weniger fleischbetonte Ernährungsweise Einsparungen in Höhe von 31 Millionen Tonnen erzielen.
Zur Lösung des Dilemmas der Überfischung der Weltmeere wird von veganen Organisationen empfohlen, sich hierzulande ohne den Konsum von Fischen und Fischprodukten zu ernähren.

### Welternährung
Insbesondere Veganer und vegane Organisationen nehmen an, dass eine vegane Ernährung positive Folgen für die Welternährung habe. Auf Grund der niedrigen Futterkonversionsraten der Tierproduktion wird angenommen, dass eine vegane oder vegetarische Ernährungsweise in den Industrieländern die Ernährungssituation in den Entwicklungsländern signifikant verbessern könnte. Laut Edward O. Wilson ergibt die aktuell landwirtschaftlich nutzbare Fläche bei ausschließlich vegetarischer Ernährung eine Kapazität der Lebensmittelversorgung für ca. 10 Milliarden Menschen. Prognosen zufolge wird die globale Nachfrage nach tierischen Produkten insbesondere in Entwicklungs- und Schwellenländern in Zukunft noch weiter ansteigen.

### Antibiotikaresistenzen
Zur Risikominimierung im Zusammenhang mit Antibiotikaresistenzen, die auch durch den Einsatz in der Tiermast verursacht werden, empfehlen Pro-Vegan-Organisationen eine vegan orientierte Lebensweise. Eine Forschergruppe empfiehlt in einem Artikel in der Zeitschrift Science zum gleichen Zweck unter anderem Ernährungsrichtlinien, die zu einem reduzierten Fleischkonsum führen.

### Persönliche Entscheidungen
Viele Veganer waren zunächst Vegetarier. Bei ethisch motivierten Veganern waren beispielsweise Medienberichte über Tiertransporte oder Erlebnisse mit Massentierhaltung oder mit Schlachtungen wichtige Faktoren für den Entschluss, Vegetarier zu werden. Als Veganer lehnen sie dann nicht nur den Fleischkonsum, sondern auch den Konsum von Milchprodukten, Honig und Eiern ab. Dafür nennen sie unterschiedliche Gründe, etwa die frühe Trennung der Kälber von ihren Müttern, die Schlachtung von Milchkühen und Legehennen, deren Leistung nachlässt, die Tötung männlicher Küken, die Verwendung männlicher Kälber für die Fleischmast, die Haltungsbedingungen für Milchkühe und Legehennen oder die Sorge, mit dem eigenen Milch- und Eierkonsum die Fleischwirtschaft rentabler zu machen.
Ethisch motivierte Veganer verzichten aus Mitgefühl mit den Tieren außer auf tierische Nahrungsmittel zum Teil auch auf andere Produkte wie Leder, Pelze, Tierborsten, Daunenjacken und -kissen oder Kosmetika, die tierische Stoffe beinhalten oder mit Tierversuchen getestet wurden. Wollprodukte werden als Ursache für den frühen Tod und das Leid der Tiere beim Scheren angesehen. Auch die Tötung von Seidenspinnerraupen und Perlmuscheln sowie die Haltung von Honigbienen werden oft abgelehnt. Des Weiteren sind bestimmte Tiersportarten, Zoos, Vivarien, insbesondere Delphinarien, und Zirkusse Gegenstand der Kritik. Ein populäres Ideal ist eine Welt ohne Ausbeutung von Tieren durch den Menschen.

## Besondere Formen veganer Ernährung
- Bio-vegane Ernährung beschränkt sich zusätzlich auf Lebensmittel, die unter ökologischen Gesichtspunkten produziert wurden. Biologisch-vegane Landwirtschaft schließt Tierhaltung aus, so dass beispielsweise nicht mit Gülle gedüngt wird.[106]
- Frugane Ernährung beschränkt sich auf die Früchte von Nahrungspflanzen, da deren Verzehr nicht die Zerstörung der Pflanze zur Folge hat. Dazu gehören etwa Obst, Nüsse und Samen.[107]
- Vegane Rohkost beschränkt sich auf die veganen Teile einer Rohkosternährung[108] (während Rohkost allgemein ebenso rohes Fleisch, Fisch, Eier, Rohmilch usw. enthalten kann).[109]
- Die High-Carb-Diät basiert in erster Linie auf Kohlenhydraten, wie Vollkorngetreide, Hülsenfrüchten und stärkehaltige Wurzeln und Knollen, und dann Gemüse aller Art. In geringerem Umfang kommen Nüsse und Samen dazu. Sie enthält keine zugesetzten Fette.[110]
- Pudding-Veganer ernähren sich konsequent vegan, aber überwiegend von stark verarbeiteten pflanzlichen Lebensmitteln.[111] Für sie sind hauptsächlich ethische Gründe entscheidend, gesundheitliche Aspekte hingegen eher untergeordnet. Sie achten daher weniger auf eine ernährungsphysiologisch ausgewogene Zusammensetzung der Kost.[112]

## Gesundheitliche Aspekte

### Nährstoffversorgung
Die folgende Beschreibung der Nährstoffversorgung bezieht sich auf gesunde Erwachsene. Davon abweichende Lebensphasen, wie beispielsweise Schwangerschaft, Kindheit oder bei Leistungssport, haben einen eigenen, spezifischen Nährstoffbedarf.

#### Unkritische Nährstoffe
- Ballaststoffe: Die Ballaststoffzufuhr liegt bei Veganern deutlich über der teilweise zu geringen Zufuhr der Durchschnittsbevölkerung.[114] Die Aufnahme an Ballaststoffen übersteigt die Mindestaufnahmemenge hierbei sehr deutlich.[115][116]
- Cholesterin: Der Körper bildet Cholesterin in ausreichender Menge selbst und ist somit nicht auf die Zufuhr von außen angewiesen.[117] Cholesterine kommen nur in tierischer Nahrung vor, daher weist die vegane Ernährung eine vernachlässigbare Cholesterinaufnahme und durchweg günstige Werte in diesem Bereich auf. Im Vergleich hierzu nehmen Mischköstler eine vielfache Menge an Cholesterin auf und liegen teilweise über der von der DGE empfohlenen Höchstmenge.[118]
- Fettsäuren: Bei der Aufnahme der gesättigten, einfach-ungesättigten sowie mehrfach-ungesättigten Fettsäuren entsprechen in Untersuchungen Veganer am häufigsten den Empfehlungen der DGE,[119] wohingegen Mischköstler im Gegensatz hierzu teils einen zu hohen Anteil gesättigter Fette sowie eine zu geringe Aufnahme mehrfach ungesättigter Fette aufweisen.[114][118] Die Gesamtzufuhr ernährungsphysiologisch eher unerwünschter gesättigter Fettsäuren liegt bei veganer Ernährung in der Regel nur halb so hoch wie in der Durchschnittsbevölkerung.[120]
- Magnesium: Die Zufuhr an Magnesium liegt bei Veganern deutlich über der teilweise zu geringen Zufuhr der Durchschnittsbevölkerung.[114][121][122]
- Sekundäre Pflanzenstoffe / Antioxidantien: Die Carotinoidaufnahme korrelierte in Studien mit dem erhöhten Gemüse- und Obstverzehr.[123][124] Die hohen Zufuhrmengen an Carotinoiden bei veganer Ernährung führte bei den untersuchten Studienteilnehmern in der Deutschen Vegan Studie zu entsprechend hohen Carotinoidkonzentrationen im Blutplasma.[124] Veganer wiesen in der EPIC-Studie 5- bis 50-mal höhere Blutkonzentrationen an Isoflavonen auf als Mischköstler.[125][126] Bei Prostatakrebspatienten führte eine fettarme vegane Kost zu einer signifikant höheren Zufuhr von protektiven sekundären Pflanzenstoffen, insbesondere Lycopin.[127][128]
- Vitamin E: Veganer nahmen in Studien wesentlich mehr Vitamin E auf als Mischköstler. Die sich vegan ernährenden Studienteilnehmer übertrafen hierbei die Mindestaufnahmemenge an Vitamin E, wohingegen die Mischköstler im Durchschnitt darunter lagen.[114][118]

#### Potenziell kritische Nährstoffe
- Calcium: Veganer liegen häufig unter der Zufuhrempfehlungen für Calcium.[129] Zudem kann die Calcium-Ausscheidung abhängig vom Protein- und Salzgehalt ähnlich hoch ausfallen wie bei einer omnivoren Ernährungsweise.[130] Bei der Resorption spielt der niedrige Kalziumgehalt pflanzlicher Lebensmittel und die Beeinträchtigung durch Phytin- und Oxalsäure eine besondere Rolle. Durch den regelmäßigen Verzehr von kalziumreichen und oxalsäurearmen pflanzlichen Lebensmitteln, mit Kalzium angereicherter Pflanzenmilch und von kalziumreichem Mineralwasser kann eine ausreichende Kalziumversorgung erreicht werden.[131]
- Eisen: Die durchschnittliche Eisenzufuhr von Veganern übersteigt häufig die von Nichtveganern. Allerdings enthält eine vegane Ernährung ausschließlich Nicht-Hämeisen, dessen Bioverfügbarkeit in hohem Maße von den Begleitsubstanzen abhängt.[132] Bei erwachsenen Veganern unterscheidet sich in den meisten Studien die Konzentration von Serumeisen und Hämoglobin kaum von jener der Nichtvegetarier. Hingegen sind die Eisenspeicher, gemessen an der Ferritinkonzentration, fast immer geringer, liegen jedoch durchschnittlich im Normalbereich.[133] Zur Eisenversorgung bei rein pflanzlicher Ernährung können insbesondere Hülsenfrüchte, Ölsamen, Nüsse, Vollkorngetreide sowie Fenchel, Feldsalat, Rucola, Zucchini, grüne Erbsen und Trockenfrüchte beitragen.[134]
- Langkettige n-3-Fettsäuren: Die Zufuhr dieser Fettsäuren kann bei einer unausgewogen veganen Ernährung sehr gering sein.[135] Besonders Veganer tendieren zu niedrigeren Eicosapentaensäure- und Docosahexaensäure-Blutwerten im Vergleich zu Nichtvegetariern.[136] Eine Studie (1994) kommt jedoch zu dem Schluss, dass eine α-Linolensäure-reiche (ALA) und Linolsäure-arme (LA) Ernährung (z. B. mit Leinöl) die Eicosapentaensäure-Werte im Gewebe vergleichbar ansteigen lässt wie die Supplementierung mit Fischöl.[137] Weiterhin kann der Körper ausreichend Docosahexaensäure bilden, wenn genug α-Linolensäure (>1200 mg) pro Tag aufgenommen wird.[138] Für die Umwandlung der pflanzlichen α-Linolensäure benötigt der Körper die Enzyme Delta-6-Desaturase und Delta-5-Desaturase. Diese verarbeiten aber gleichzeitig die Omega-6-Fettsäure Linolsäure zu DGLA und Arachidonsäure. Vitamin- und Mineralienmangel, Stress und Alter können die Bildung verlangsamen. Hingegen können Vitamin B und C, Magnesium und Zink diese Enzyme aktivieren.[139]
- Proteine: Während die Durchschnittsbevölkerung bei einer ausgewogenen Ernährung vor einer Protein-Unterversorgung geschützt ist, kann die Eiweiß-Aufnahme bei Veganern je nach Auswahl der Lebensmittel signifikant geringer ausfallen.[140] Der bei einer erwachsenen Person täglich erforderliche Proteinhaushalt von etwa 0,8–1 Gramm pro Kilogramm Körpergewicht (g/kg KG)[141] kann aber auch ohne Nahrungsergänzungsmittel durch pflanzliche Produkte aufgenommen werden.[142] Dazu zählen vor allem Reis, Quinoa, Linsen, Bohnen, diverse Nüsse und Nussmus sowie verschiedene Sojaprodukte.[143]
- Selen: Tierfutter darf in der Europäischen Union mit Selen angereichert werden. Deshalb können tierische Lebensmittel wie Fleisch und Ei relativ konstant zur Selenversorgung beitragen. Kohl- und Zwiebelgemüse, Pilze, Spargel sowie Hülsenfrüchte können einen hohen Selengehalt haben. Der Gehalt in pflanzlichen Lebensmitteln variiert je nach Anbaugebiet stark, da er vom Selengehalt der Böden abhängig ist. In Europa sind die Böden weniger reich an Selen als z. B. in den USA. So sind in den USA angebaute Getreidepflanzen und Produkte daraus eine gute Selenquelle, in Europa angebaute hingegen weniger.[144]
- Vitamin D: Vitamin D kann bei ausreichender Sonnenexposition vollständig von der Haut gebildet werden.[145] Reicht die Sonnenexposition nicht aus, so ist eine Aufnahme über die Nahrung erforderlich. Vitamin D ist außer in Avocados (3,43 µg Vitamin D/100 g), Pfifferlingen (2,1 µg Vitamin D/100 g) und Champignons (1,9 µg/100 g) fast ausschließlich in tierischen Lebensmitteln enthalten. In einer Studie der Universitätsklinik Freiburg konnte demonstriert werden, dass Zuchtchampignons, die mit UV-B-Strahlung behandelt wurden, signifikante Mengen an Vitamin D2 bildeten (491 μg oder 19.640 IE pro 100 g Zuchtchampignons). Die Verabreichung der so angereicherten Zuchtchampignons waren Vitamin D2-Supplementen ebenbürtig. Ähnliche Ergebnisse können auch mit Shiitake, Maitake, Shimeji oder anderen Pilzen erzielt werden. Im Falle von Shiitake konnten Werte von bis zu 267.000 IE pro 100 g Shiitakepilze bei 14 Stunden Sonnenlichtexposition erreicht werden.[146][147] Eine Studie über die Auswirkung einer fettreduzierten, veganen Ernährung ergab eine zu geringe Aufnahme an Vitamin D.[148] Veganer liegen in Untersuchungen über die ausschließlich via Nahrung zugeführte Vitamin-D-Menge nochmals erheblich unter der bereits deutlich zu geringen Vitamin-D-Aufnahme der Mischköstler.[114][118][149] Der tatsächliche Vitamin-D-Status im Blutplasma untersuchter nordeuropäischer Veganer liegt durchschnittlich noch über den empfohlenen Referenzwerten der DGE,[149] aber signifikant unter dem Status der Mischköstler.[150]
- Zink: Die Zink-Aufnahme untersuchter Veganer liegt in Studien unterhalb der von Mischköstlern.[114][118] Die gemessene Zink-Aufnahme lag hierbei für die Frauen durchschnittlich aber immer noch oberhalb der DGE-Referenzwerte.[114][118] Bei den Männern stellte eine Studie eine gemäß den DGE-Referenzwerten durchschnittlich ausreichende Zink-Aufnahme fest,[118] während in einer anderen Studie die Zink-Aufnahme der Männer im Schnitt zu gering war.[114] Die Bioverfügbarkeit von Zink in pflanzlicher Nahrung liegt hierbei allerdings noch unterhalb der Bioverfügbarkeit nichtpflanzlicher Nahrung.[136] Für Ernährungsweisen, bei welchen hauptsächlich oder ausschließlich pflanzliche Proteine konsumiert werden, erhöhte die DGE 2019 ihre Empfehlungen zur Zink-Zufuhr auf 16 mg Zink pro Tag für Männer und 10 mg für Frauen.[151][152]

#### Kritische Nährstoffe
- Jod: Veganer weisen in verschiedenen Untersuchungen häufiger eine zu geringe Jodzufuhr auf.[153] Die Jodzufuhr ist hierbei noch geringer als die ohne Supplementierung häufig ebenfalls zu geringe Jod-Aufnahme der Mischköstler.[154] Damit besteht für Veganer das Risiko einer niedrigen Jod-Versorgung bis hin zu einem Jodmangel.[155]
- Vitamin B12 ist im Körper nötig für die Zellteilung, die Blutbildung und die Funktion des Nervensystems. Nach etablierter Fachmeinung enthält keine pflanzliche Nahrung für den menschlichen Bedarf ausreichende Mengen der verwertbaren Form des Vitamins.[156] Daher empfehlen die großen ernährungswissenschaftlichen Organisationen allen Veganern eine Supplementierung von B12. Dies sollte in Form von angereicherten Lebensmitteln oder Supplementen geschehen.[157] Abhängig vom Füllstand des B12-Speichers in der Leber und den individuellen Voraussetzungen können bei erwachsenen Veganern ohne Vitaminaufnahme mehrere Jahre vergehen, bis sich Symptome des Vitamin-B12-Mangels einstellen.[158][159] Dokumentiert sind Fälle von schwerem Vitamin-B12-Mangel.[160] Insgesamt lassen sich bei Veganern niedrige B12-Werte feststellen.[161] Dies unterstreicht die Notwendigkeit einer B12-Supplementierung. Wissenschaftler warnen daher vor Falschmeldungen, die behaupten, Veganer müssten kein zusätzliches Vitamin-B12 zuführen.[162] Um eine Mangelversorgung frühzeitig zu erkennen, können Veganer ihren Vitamin-B12-Status regelmäßig überprüfen.[163]

### Studienlage
- Adipositas: Newby u. a. fanden 2005, dass Veganerinnen ein geringeres Risiko für Adipositas im Vergleich zu Mischköstlerinnen aufweisen.[164] Eine Querschnittsstudie mit 37.875 Erwachsenen ergab für Veganer den niedrigsten durchschnittlichen Body-Mass-Index.[165] Als mögliche Ursache hierfür wird die geringere Energiedichte der aufgenommenen Nahrung diskutiert.[136]
- Bluthochdruck: Studien zeigten die niedrigsten Raten an Hypertonie unter den Veganern im Vergleich zu allen anderen untersuchten Gruppen.[166][167] Als mögliche Ursachen werden die Effekte verschiedener vorteilhafter Komponenten in pflanzlicher Nahrung gesehen, hierzu werden der hohe Anteil an Kalium, Magnesium, Ballaststoffen sowie ein günstiges Fettsäureprofil gezählt.[168]
- Diabetes mellitus: Neal D. Barnard u. a. fanden 2006, dass unter der von ihnen für den Studienzweck entworfenen, fettarm-veganen Diät bei 43 % der 50 Probanden mit Diabetes mellitus Typ 2 die Verabreichung von Medikamenten reduziert werden konnte. In der fast ebensogroßen Vergleichsgruppe, die sich individuell nach den Empfehlungen der American Diabetes Association (ADA) ernährte, war dies bei 23 % der Probanden möglich. Die Studie lief über 22 Wochen.[169] Die ADA kam 2012 in der Aktualisierung ihrer Leitlinie unter Verweis auf diese und weitere Studien zu dem Ergebnis, dass in der Behandlung des Diabetes mellitus wahrscheinlich eine Vielzahl von Diäten effektiv sind, einschließlich der mediterranen, der Pflanzen-basierten (veganen oder vegetarischen), der fettarmen und der Low-Carb-Ernährung. Die Leitlinien-Autoren halten es für unwahrscheinlich, dass die eine, für alle Diabetiker optimale Kombination von Makronährstoffen existiert.[170]
- Herzerkrankungen: In einer Metaanalyse, welche Daten von 76.172 Teilnehmern aus 5 Studien auswertete, zeigte sich hinsichtlich des Sterberisikos wegen koronarer Herzkrankheit gegenüber regelmäßigen Fleischessern für Veganer ein um 26 %, für Ovo-Lacto-Vegetarier ein um 34 %, für Pescetarier ein um 34 % und bei den gelegentlichen Fleischessern (<1-mal/Woche) ein um 20 % reduziertes Risiko.[171] Ein möglicher Grund für den Nachteil gegenüber den anderen vegetarischen Ernährungsformen und gegenüber den fleischlosen Fischessern wird in einer häufig beobachteten unzureichenden Vitamin-B12- sowie n-3-Versorgung gesehen.[172]
- Krebserkrankungen: Die 2017 veröffentlichte Metaanalyse von Dinu et al. ermittelte aus den Daten dreier epidemiologischer Kohortenstudien (Adventist Health Study 2, Oxford Vegetarian Study und EPIC Oxford Study) ein gegenüber den teilnehmenden Nichtvegetariern um signifikante 15 % reduziertes Risiko der Studienveganer, an Krebs zu erkranken. Die Krebsinzidenzrate der teilnehmenden Vegetarier war in dieser Metaanalyse gegenüber den Nichtvegetariern um 8 % reduziert.[173]
- Osteoporose: In der EPIC-Studie hatten Veganer ein 30 % höheres Risiko für Knochenbrüche. Dieses erhöhte Risiko verschwand allerdings ab einer Mindestaufnahmemenge von mind. 525 mg Calcium pro Tag[174] (entspricht 53 % der nach DGE empfohlenen Aufnahmemenge für Erwachsene).[175] Der errechnete Durchschnitt an Calcium-Aufnahme bei veganer Ernährung liegt nach vorliegenden Untersuchungen zwar meist leicht oberhalb[114][118] von 525 mg, aber eine erhebliche Anzahl von Veganern nimmt dennoch weniger als 525 mg Calcium auf: in der EPIC-Studie wiesen 44,5 % der Veganer eine Calcium-Aufnahme von weniger als 525 mg auf.[174] Das zum Großteil über Sonnenexposition gebildete Vitamin D[145] spielt eine wesentliche Rolle bei der Regulierung des Calcium-Spiegels im Blut und beim Knochenaufbau, hier weisen Veganer eine deutlich geringere Nahrungszufuhr auf als Mischköstler.[114][118] In Untersuchungen über den tatsächlichen Vitamin-D-Status im Blutplasma wiesen nordeuropäische Veganer in der EPIC-Oxford-Studie durchschnittlich zwar die niedrigsten, aber immer noch ausreichende Werte auf (55,9 nmol/l).[149][150]

### Ernährungswissenschaftliche Bewertung

#### Deutschsprachiger Raum
Die Eidgenössische Ernährungskommission (EEK) kommt 2018 zu dem Fazit, dass eine „gut geplante und supplementierte vegane Ernährung“ theoretisch den Nährstoffbedarf decken könnte. Die Ergebnisse würden jedoch zeigen, dass in Wirklichkeit ein Mangel an gewissen Nährstoffen verbreitet sei. Wenn „hoch motivierte Personen“ zu einer veganen Ernährung übergehen oder diese weiterführen möchten, sollten sie auf „die Ernährungsrichtlinien, die erforderliche Supplementation und allfällige Überwachungsmassnahmen“ hingewiesen werden.
Die aktuelle wissenschaftliche Evidenz ist laut EEK zu gering, um den Schluss zu ziehen, dass vegane Ernährung im Allgemeinen eine gesunde Ernährung ist.
Akzeptabel findet die EEK vegane Ernährungsweisen für ernährungskompetente, gesunde Erwachsene sowie ernährungskompetente Patienten mit Diabetes Typ 2 und/oder kardiovaskulären Erkrankungen. Für Schwangere und Stillende, Kinder, Jugendliche und besondere Gruppen der erwachsenen Bevölkerung wird vegane Ernährung nicht empfohlen. Sollte eine vegane Ernährung in diesen Lebensphasen aus ethischen Gründen gewählt werden, rät die EEK zu medizinischer Beratung und regelmäßiger Überwachung.
Die Deutsche Gesellschaft für Ernährung (DGE) hat die vegane Ernährung in ihrer Stellungnahme von 2024 betrachtet. Wenn ein B12-Präparat eingenommen wird, die Lebensmittelauswahl gut geplant und ausgewogen ist, sowie alle potentiell kritischen Nährstoffe abgedeckt sind, kann eine vegane Ernährung für die gesunde erwachsene Allgemeinbevölkerung eine gesundheitsfördernde Ernährung darstellen. Für Kinder, Jugendliche, Schwangere, Stillende und Senioren, kann die DGE aufgrund eingeschränkter Datenlage weder eine eindeutige Empfehlung für noch gegen eine vegane Ernährung aussprechen. Aufgrund möglicher irreversibler Schäden rät die DGE diesen Gruppen dringend zu einer Ernährungsberatung durch qualifizierte Fachkräfte. Die DGE sieht in der veganen Ernährung eine besonders umweltfreundliche Ernährung. Die DGE verweist darauf, dass Lebensmittel, die bei veganer Ernährung konsumiert werden, nicht zwingend ernährungsphysiologisch günstig und gesundheitsfördernd seien. Gemüse, Hülsenfrüchte, Obst, Nüsse, Samen, wertvolle Pflanzenöle und Vollkornprodukte bewertet die DGE als vorteilhaft. Vegane Gerichte oder Lebensmittel, denen hohe Mengen an Zucker, Fetten und Speisesalz zugesetzt wurden, oder die stark verarbeitet wurden, sind ernährungsphysiologisch nicht günstig.
Die Ernährungskommission der Deutschen Gesellschaft für Kinder- und Jugendmedizin lehnt eine vegane Säuglingsernährung ohne Nährstoffsupplementierung ab, da sie zu schwerwiegenden Nährstoffdefiziten führe. Die sorgfältige Überwachung von Wachstum und Gedeihen sei notwendig, gegebenenfalls ergänzt durch Labordiagnostik.
Der Österreichischen Gesellschaft für Ernährung (ÖGE) zufolge können sich gesundheitliche Vorteile für vegan ernährte Personen nur dann ergeben, wenn diese auf eine möglichst vielfältige Lebensmittelauswahl und abwechslungsreiche Speisenzusammenstellung achten. Durch die starke Einschränkung an Lebensmitteln brauche man eine gute Speisenplanung. Die Ernährung solle nach Möglichkeit nicht einseitig gestaltet sein, da sonst die Gefahr einer Mangelversorgung bestehe. Hinzu komme noch, dass Nährstoffe aus pflanzlichen Lebensmitteln meist schlechter bioverfügbar seien und somit dem Körper „in geringerer Form“ zur Verfügung stünden. Zu den kritischen Nährstoffen zählt die ÖGE Protein, n3-Fettsäuren, Vitamin-B12, Vitamin D, Calcium, Iod und Eisen.

#### Englischsprachiger Raum
Die British Dietetic Association (BDA) schätzt ein, dass „gut geplante Diäten auf pflanzlicher Basis (…) ein gesundes Leben in jedem Alter und in jedem Lebensstadium unterstützen“ können. Man sollte aber „eine große Auswahl an gesunden Vollwertnahrungsmitteln“ aufnehmen, um sicherzustellen, dass die eigene Ernährung ausgewogen und nachhaltig ist. Die meisten Nährstoffe seien in pflanzlichen Diäten reichlich vorhanden. Wer jedoch den Verzehr von tierischen Lebensmitteln ganz vermeiden oder auf ein Mindestmaß beschränken wolle, müsse einige Nährstoffe beachten. Hierzu zählt die BDA Calcium, Omega-3-Fettsäuren, Vitamin D, Iod, Vitamin B12, Eisen, Zink, Selen und Protein.
Die amerikanische Academy of Nutrition and Dietetics (A.N.D.) vertritt den Standpunkt, dass „angemessen geplante“ vegetarische, einschließlich vegane, Diäten gesund und ernährungsphysiologisch angemessen seien und möglicherweise gesundheitliche Vorteile für die Prävention und Behandlung bestimmter Krankheiten böten. Diese Diäten würden sich für alle Stadien des Lebenszyklus, einschließlich Schwangerschaft, Stillzeit, Säuglingsalter, Kindheit, Jugend, älteres Erwachsenenalter und für Sportler eignen. Pflanzliche Diäten seien umweltverträglicher als Diäten, die reich an tierischen Produkten sind, da sie nur wenige natürliche Ressourcen verbrauchen und viel weniger Umweltschäden verursachen würden. Vegetarier und Veganer hätten ein geringeres Risiko für bestimmte Gesundheitsstörungen, darunter koronare Herzerkrankungen, Typ-2-Diabetes, Bluthochdruck, bestimmte Krebsarten und Adipositas. Merkmale einer vegetarischen und veganen Ernährung seien eine niedrige Aufnahme von gesättigten Fettsäuren und eine hohe Aufnahme von Gemüse, Obst, Vollkornprodukten, Hülsenfrüchten, Sojaprodukten, Nüssen und Samen. Diese seien reich an Ballast- und sekundären Pflanzenstoffen und würden zu niedrigeren Gesamt- und LDL-Cholesterinspiegeln sowie einer besseren Steuerung des Blutzuckers führen. Diese Faktoren trügen zur Reduzierung chronischer Erkrankungen bei. Veganer benötigten zuverlässige Vitamin-B12-Quellen wie angereicherte Lebensmittel oder Nahrungsergänzungsmittel.
Der australische National Health and Medical Research Council verweist auf die A.N.D.-Bewertung und betrachtet wie diese ausgewogene vegetarische, einschließlich veganer Ernährungsweisen als gesund und ernährungsphysiologisch adäquat. Jene, die einer strikt vegetarischen bzw. veganen Ernährungsweise folgen, könnten die Ernährungserfordernisse erfüllen, solange die energetischen Bedürfnisse befriedigt und eine geeignete Vielfalt pflanzlicher Nahrungsmittel über den Tag verzehrt werden. Veganer sollten bei ihrer Lebensmittelauswahl auf eine adäquate Zufuhr von Eisen und Zink und die optimierte Resorption und Bioverfügbarkeit von Eisen, Zink und Calcium achten. Außerdem könne für Veganer die Supplementierung von Vitamin B12 erforderlich sein.

## Vegane Lebensmittel

### Definition und Abgrenzung
Die Begriffe „vegan“ und „vegetarisch“ definierte bislang weder der nationale noch der europäische Gesetzgeber rechtsverbindlich. Ersatzweise verabschiedete am 22. April 2016 die Verbraucherschutzministerkonferenz der deutschen Bundesländer eine rechtsverbindliche Definition. „Vegan“ sind danach Lebensmittel, „die keine Erzeugnisse tierischen Ursprungs sind und bei denen auf allen Produktions- und Verarbeitungsstufen keine Zutaten (einschließlich Zusatzstoffe, Trägerstoffe, Aromen und Enzyme) oder Verarbeitungshilfsstoffe oder Nicht-Lebensmittelzusatzstoffe, die auf dieselbe Weise und zu demselben Zweck wie Verarbeitungshilfsstoffe verwendet werden, die tierischen Ursprungs sind, in verarbeiteter oder unverarbeiteter Form zugesetzt oder verwendet worden sind.“
Eine strenge Unterscheidung nichtveganer Produkte von rein veganen ist daher aufgrund der vielfältigen Verwendung von Stoffen tierischer Herkunft aufwändig und muss die gesamte Verarbeitungskette einbeziehen. So ist es für den Endverbraucher z. B. schwer ersichtlich, weil nicht deklarationspflichtig, ob Gelatine zur Filtration von Weinen und Fruchtsäften eingesetzt wird oder Bäckereien tierische Fette verwenden. Auch Lebensmittelzusatzstoffe können tierischen Ursprungs sein. Daher werden Datenbanken und Listen von Produkten mit nichtveganen Inhaltsstoffen veröffentlicht.
Die Europäische Kommission hat keinen Durchführungsrechtsakt bezüglich Informationen über die Eignung eines Lebensmittels für Veganer erlassen. Zur Erlassung eines Durchführungsrechtsakts war sie vom Europäischen Parlament und vom Rat der Europäischen Union 2011 mit Artikel 36 der Verordnung (EU) Nr. 1169/2011 ermächtigt worden.
In der Schweiz wurde im Mai 2017 vom Eidgenössischen Departement des Innern (EDI) die Verordnung des EDI betreffend die Information über Lebensmittel erlassen. Darin steht, dass Lebensmittel mit den Bezeichnungen vegan oder vegetabil versehen werden können, „wenn sie weder Zutaten noch Verarbeitungshilfsstoffe tierischer Herkunft enthalten.“ „Lebensmittel und Zutaten, die aus Zutaten gewonnen wurden, die unter Verwendung von tierischen Verarbeitungshilfsstoffen hergestellt wurden“ und „von den tierischen Proteinbestandteilen der Verarbeitungshilfsstoffe abgetrennt und gereinigt sind“, dürfen nicht als vegan oder vegetabil bezeichnet werden.

### Kennzeichnung und Siegel
Um erkennbar zu machen, ob Fertigprodukte und verarbeitete Nahrungsmittel für die vegane Ernährung geeignet sind, vergeben nichtstaatliche Organisationen Siegel. Lebensmittelhersteller können Produkte gegen Gebühr zertifizieren lassen und diese Siegel lizenzieren. Die Kriterien zur Siegelvergabe werden veröffentlicht. Daneben loben Hersteller Produkte auch selbst als vegan aus. Staatliche Kontrollen finden weder für die Siegel noch für die herstellerspezifischen Kennzeichnungen statt.
Das von der Europäischen Vegetarier-Union vergebene V-Label schließt aus:
- Fleisch, Fisch, Meeresfrüchte oder Produkte daraus.
- Knochen oder tierische Fette, weder als Zutat noch als Hilfsmittel.
- Zutaten oder Zusatzstoffe, deren tierischer Ursprung nicht erkennbar ist.
- Tierische Stoffe zur Klärung von Fruchtsäften, Essig, Wein.
- Gentechnisch veränderte Organismen.

Zudem wird verlangt, dass alle Zutaten und Zusatzstoffe auf ihre Eigenschaften hin überprüft werden, damit jegliche Berührung mit tierischen Bestandteilen im Herstellungsprozess ausgeschlossen werden kann.

Eingetragene Marke der Vegan Society zur Kennzeichnung veganer Produkte. Es gibt auch Siegel anderer Institutionen und Hersteller.[197]
Das V-Label ist ein einheitliches Gütesiegel der Europäischen Vegetarier-Union zur Kennzeichnung von veganen Produkten und Dienstleistungen. Es ist kein staatlich anerkanntes Label.
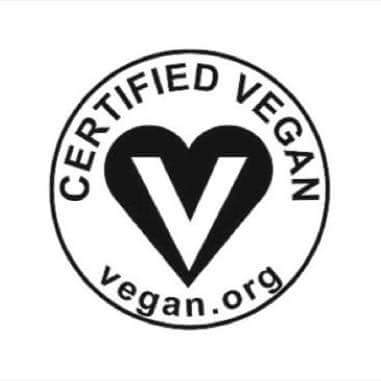
Logo von Vegan.org zur Zertifizierung veganer Lebensmittel. Wird hauptsächlich in den USA verwendet.

### Alternative Lebensmittel
Der weltweite Markt an veganen Lebensmitteln betrug 2018 rund 18 Milliarden Dollar. Es wird von einer Verdopplung bis 2024 auf 31 Milliarden Dollar ausgegangen. Ein Haupttreiber ist der höhere Lebensstandard der chinesischen Mittelschicht und deren Nachfrage nach Pflanzenmilch. Der Markt für Fleischersatz wird Analysten zufolge jährlich um 7,9 % auf 8 Milliarden Dollar im Jahr 2026 wachsen.

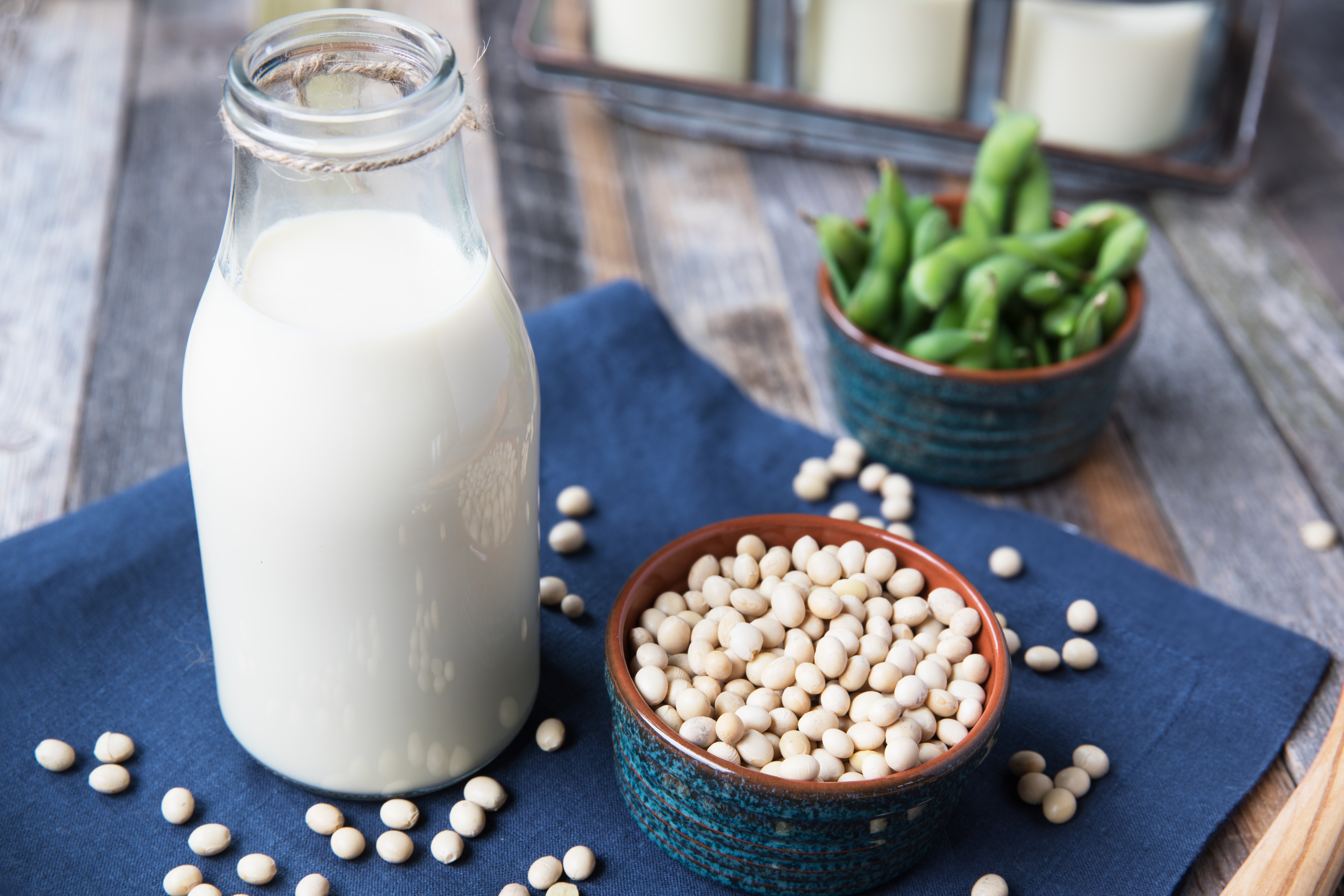
Sojamilch
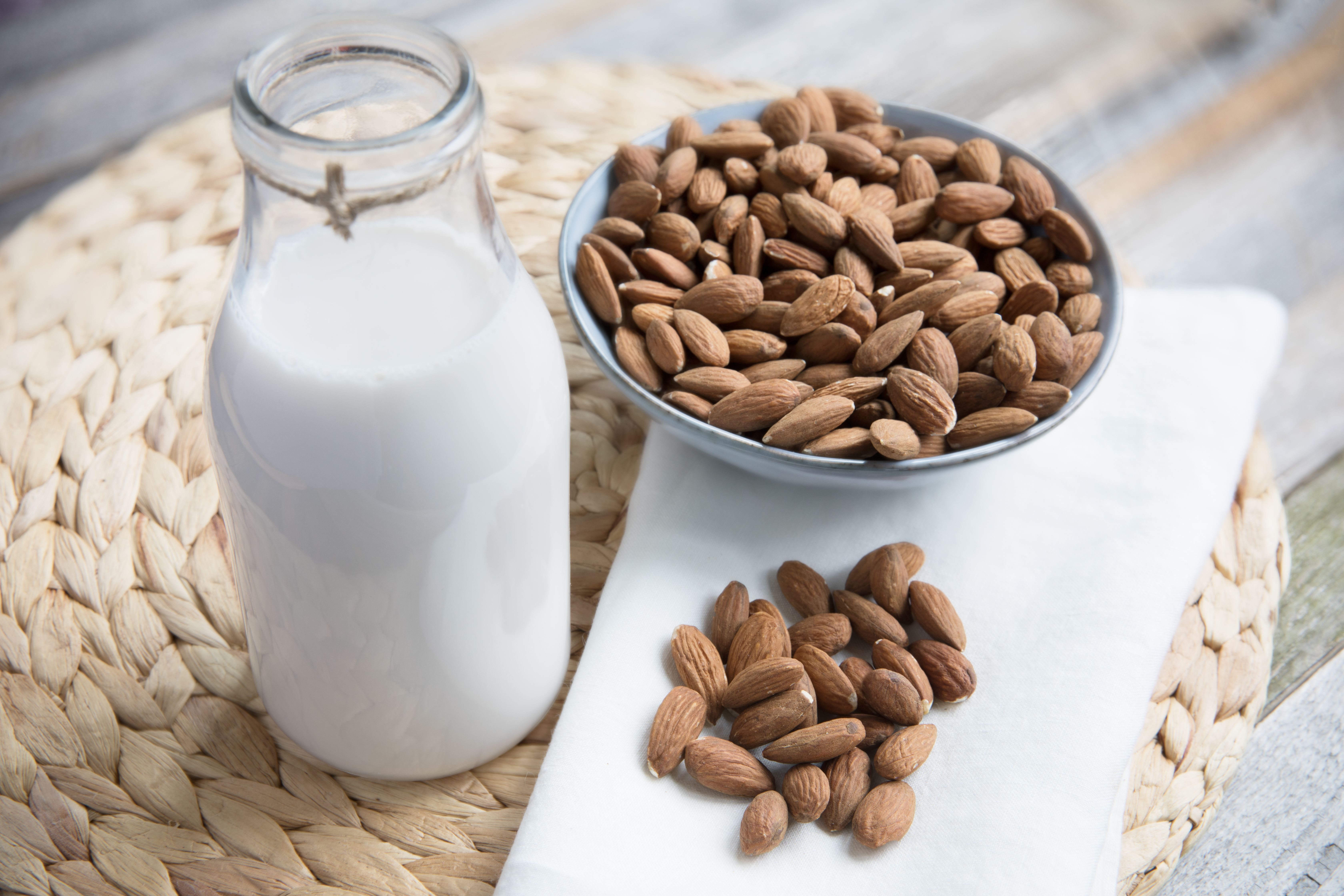
Mandelmilch
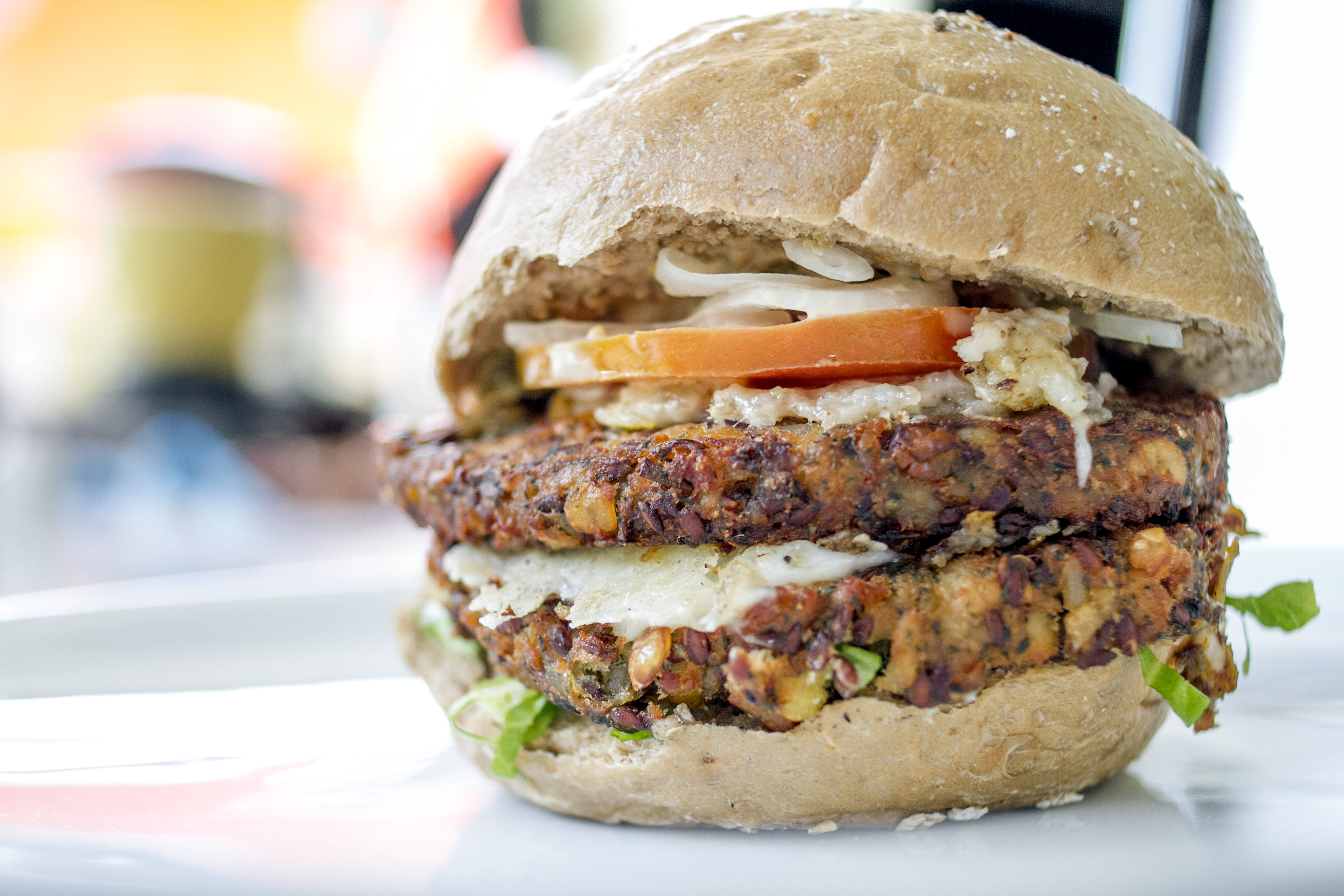
Veganer Burger

In den USA wuchs der Markt für pflanzliche Ersatzprodukte zwischen 2017 und 2020 um 29 % auf 5 Milliarden Dollar. Pflanzenmilch macht dabei mit 2 Milliarden Dollar den größten Anteil aus, gefolgt von anderen Milchersatzprodukten mit 1,4 Milliarden und Fleischersatzprodukten mit 939 Millionen Dollar. Am stärksten wuchs der Markt im Segment Eiersatz mit einem Plus von 192 %.
In Großbritannien wuchs der Markt für vegane Take-Away-Produkte zwischen 2016 und 2018 um 388 %.
2017 untersuchte das Institut für alternative und nachhaltige Ernährung die am Markt angebotenen Fleischalternativen und schreibt: „Zusammenfassend stellen Fleischalternativen eine ernährungsphysiologisch günstige Alternative zu Fleisch- und Wursterzeugnissen dar. Sie liefern überwiegend hochwertiges pflanzliches Protein, weniger Fett und gesättigte Fettsäuren als fleischhaltige Originalprodukte und sind praktisch frei von Cholesterol.“ Der Salzgehalt sei jedoch weiterhin sehr hoch. 2019 hat Ökotest vegane Burger-Pattys getestet und festgestellt, dass viele Gentechnik enthalten, sowie jedes zweite Patty mit Mineralölrückständen verunreinigt ist. Vom übermäßigen Konsum hochverarbeiteter Ersatzprodukte raten auch Promotoren einer veganen Lebensweise ab.

## Vegane Haustierhaltung
Eine Meta-Studie aus dem Jahr 2023 hält eine vegane Ernährung von Hunden und Katzen für möglich, wenn kommerziell hergestelltes veganes Tierfutter verwendet wird, welches so formuliert wurde, dass es dem Nährstoffbedarf der Tiere gerecht wird. Die Autoren der Studie weisen aber darauf hin, dass noch höherwertige Studien durchgeführt werden sollten.
Der Deutsche Tierschutzbund und Biologen meinen jedoch, die vegane Ernährung einer Katze verstoße gegen das Tierschutzgesetz, das besagt, der Halter
muss das Tier seiner Art und seinen Bedürfnissen entsprechend angemessen ernähren, pflegen und verhaltensgerecht unterbringen
Der Deutsche Tierschutzbund ist der Ansicht, dass eine rein vegane Ernährung von Katzen nicht den ernährungsphysiologischen Grundbedürfnissen entspräche und deshalb aus Tierschutzsicht nicht vertretbar sei.